# Hutyn Tomnatyk
Hutyn Tomnatyk (em ucraniano:  Гутин Томнатик) é um pico de uma montanha na região de Chornohora da Ucrânia, com altura de 2.016 metros acima do nível do mar.